# 伊尔达尔·阿布德拉扎科夫
伊達爾·阿米洛維奇·亞德拉札可夫（羅馬化：Ilʹdár Amírovič Abdrazákov，1976年9月26日—）是俄國男低音。

## 早年生涯與事業
伊達爾出生於俄羅斯加盟國巴什科爾托斯坦首都烏法，母親是一位畫家，父親是已故蘇俄演員及導演阿米爾·亞德拉札可夫。伊達爾在烏法藝術學院畢業後加入巴什基爾國家歌劇暨芭蕾劇院。他於1998年在聖彼得堡馬林斯基劇院主演莫扎特創作的歌劇《費加洛的婚禮》擔任獨唱。其後他在2000年卡拉絲國際大賽獲得首獎，並因此贏得於2001年在米蘭斯卡拉大劇院出演《夢遊女》獨唱機會。伊達爾在烏法藝術學院畢業後加入巴什基爾國家歌劇暨芭蕾劇院。他的兄長阿斯卡（Askar Abdrazakov）同是知名的俄國男低音，兩人曾有同台演出，包括於華盛頓國家歌劇院的《唐·喬凡尼》公演等。2015年起，伊達爾出任奥布拉兹佐娃音乐学院艺术总监
。
除了出演歌劇及相關發展，伊達爾也有從事大眾媒體演出。他在2014年喜劇電影《聖誕樹4:1914》中飾演費多爾·夏里亞賓。另又有參與2018年俄羅斯世界盃足球賽開幕典禮表演。